# 李昀璐
李昀璐是一位臺灣新生代女藝人，原藝名黎晏孜，也有「精靈系女神」的封號。2011年參與電影處女作《蜜桃成熟時33D》上映後出正式出道。2014年參加「2014新百大正妹」從數百名參賽者中脫穎而出獲選第6名。同年也獲選「東森潛力女神」封號以及成為「飛兒樂團」吉他手阿沁創辦之TPI台灣練習生成員。歷經一年多的殘酷淘汰賽後獲得優異評比成績第二名，但因個人生涯規劃婉拒簽約往演員之路邁進。

## 簡介
李昀璐，是一位台灣女演員，身高168公分、體重43公斤。
- 外貌特質：

擁有103公分的超修長美腿以及32C、22、33的完美身材比例，使得眾多女性羡慕，男性也為之傾倒。資深網路名人的Z9評價她為「叫Mia的都很性感火辣，清純的臉孔跟誘人小蠻腰，應該沒有人能抵抗這一型的正妹……。」。
- 早期經歷：

2011年，在18歲時以電影處女作《蜜桃成熟時33D》中飾演米亞一角崭露头角，那時她還是大一學生。
- 演藝發展：

往後，她參與了多部電影、戲劇及微電影的演出。特別是2020年的《頭等艙的情人》，使她在台灣演藝界再度受到關注。
- 2022年重要時刻：

參與了《木蘭特工之彌勒歸來》，並赴加拿大拍攝。該年她亦受邀於多倫多國際影展亮相。
- 萬聖節時她模仿了伊藤潤二筆下的角色富江，結果被網友讚譽相似度達到99%，並被冠以「地表最強富江」[4][5]的稱號。

- 時尚事業：

她對於時尚業也充滿熱情。在2022年，Yanzee成功轉型為品牌主理人，並推出了自己的品牌「Apher」。
- 2023年新作：

參與了戲劇《幸運靈書FB54》，與羅子惟、江宏恩、阿布等明星合作。

## 作品
- 2014新百大正妹第6名
- 東森潛力女神
- Tpi女團練習生第2名

### 節目錄影
- 中天《明星開麥拉》之美腿美眉!
- 中天《明星接班人》外景主持
- 中視《你猜你猜你猜猜猜》來賓
- 中視《超級歌喉讚》助理主持
- 衛視中文臺《歡樂智多星》來賓
- 衛視中文臺《一代女王》來賓
- 三立都會台《國光幫幫忙》來賓
- 緯來綜合臺《來自星星的事》來賓
- 華視《全⺠一起來》來賓
- 日本ATTV選拔節目來賓

### MV
- TPI《The moment》MV

### 微電影
- 東森灶咖 職場劇
  - 《膽小女孩的困擾》女主角
  - 《職場菜鳥的生存逆襲》 女主角

- 2015教育部反毒微電影 《毒害了 愛還在》 女主角

### 雜誌
- 《Rola》日本旅遊雜誌 拍攝
- 《Enzo lin》 品牌專屬model
- 《汽車百科雜誌》2015年7月份 封面女郎

## 電視劇
| 首播   | 電視台 | 劇名             | 角色             |
| 2011年 | 民視   | 廉政英雄(單元劇) | 主角的妹妹       |
| 2016年 | 民視   | 我的老師叫小賀   | 劉怡甄           |
| 2022年 |        | 頭等艙的情人     | 尤頌恩（女主角)  |
| 2023年 | 愛奇藝 | 幸運靈書         | 白芊芊（女主角） |

## 電影
| 上映   | 劇名              | 角色   |
| 2011年 | 蜜桃成熟時33D     | Mia    |
| 2016年 | 回魂              | 旗袍女 |
| 2017年 | 校花神經刀        |        |
| 2022年 | 木蘭特工4彌勒歸來 | 小姚   |

## 外部連結
- 黎晏孜Zee的Facebook專頁
- 黎晏孜的Instagram帳戶
- YouTube上Mia's Vlog （页面存档备份，存于）